# Milonia Cesonia
Milonia Cesonia (nombre latino, Milonia Caesonia; m. 41) fue la cuarta y última esposa del emperador romano Calígula.

## Vida
Milonia Cesonia nació entre el 2 y el 4 de junio de un año desconocido. Tenía orígenes modestos. Cesonia era hija de Vistilia. Su medio hermano menor fue el cónsul romano y general Corbulón. Su sobrina, Domicia Longina, se casó con el futuro emperador Domiciano.
Milonia ya había estado casada antes y además tenía ya tres hijas; no era joven ni dotada de gran belleza, pero logró captar la atención del emperador con quien, según Suetonio en su obra La vida de los Césares, compartía sus pervertidos gustos. 
Milonia sucedió a Lolia Paulina, la anterior esposa de Calígula, de quien se había divorciado alegando esterilidad.
Milonia cumpliría con su deber de emperatriz al dar a luz en el año 39 a la única hija reconocida que tuvo Calígula, llamada Julia Drusila en honor a la difunta hermana favorita del emperador. Fue por esta época cuando se fraguó un complot en contra del emperador, urdido por Agripina la Menor y Julia Livila, hermanas de Calígula, con la participación de Marco Emilio Lépido, el viudo de Drusila. 

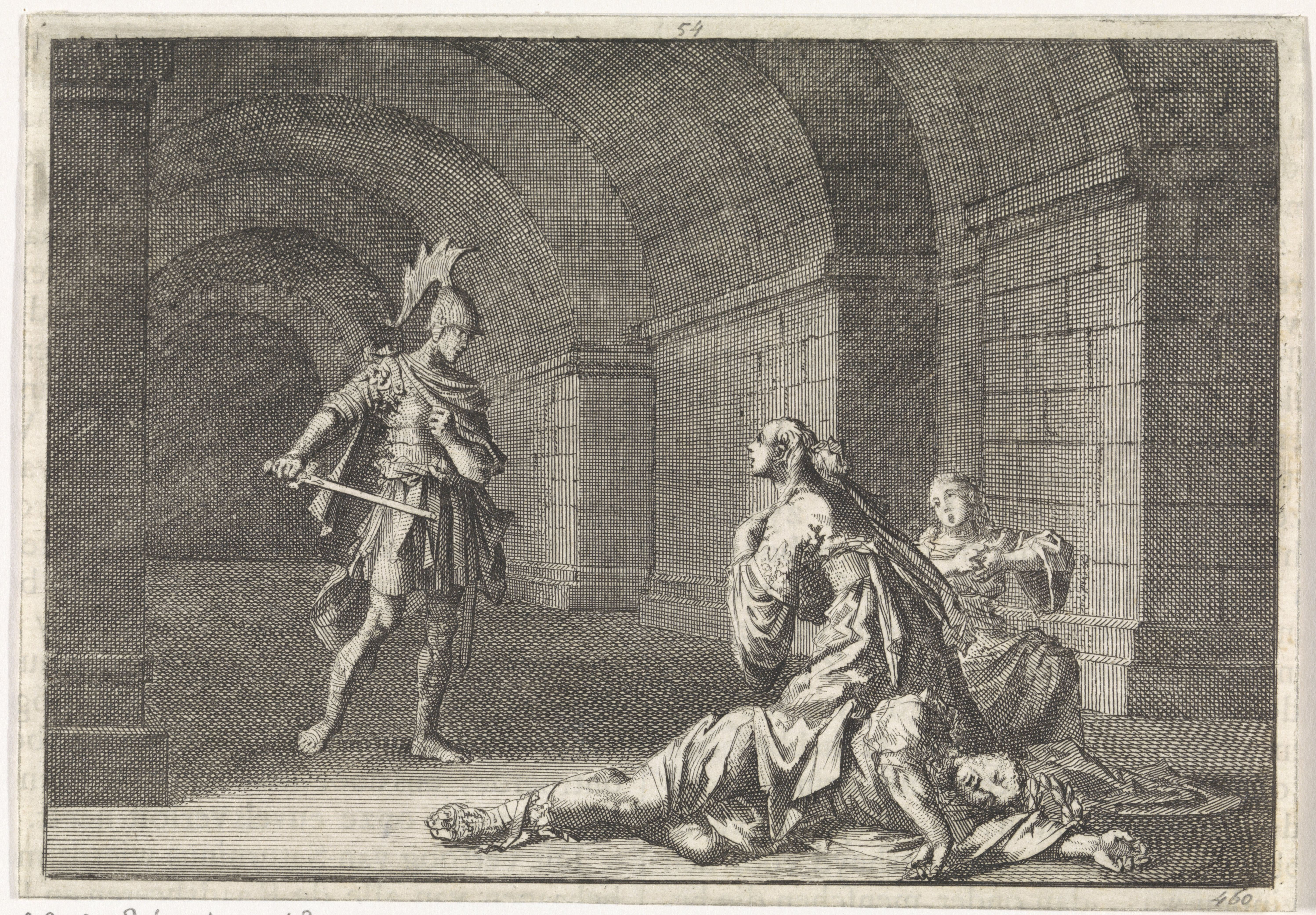
Cesonia y su hija asesinadas por Lupus. Jan Luyken, 1704. Rijksmuseum.

Milonia murió, al igual que su esposo e hija, en el complot tramado por Casio Querea en el año 41.

## En la ficción
Cesonia es uno de los personajes principales en la obra de teatro Calígula, de Albert Camus. 
También aparece en la serie de televisión Yo, Claudio, basada en las novelas de Robert Graves Yo, Claudio y Claudio el dios y su esposa Mesalina. En la serie (donde es interpretada por Freda Dowie), aparece como una mujer diez años mayor que Calígula, poco atractiva físicamente y de orígenes humildes, que aunque es consciente de las monstruosidades que ha cometido el emperador, le ama sinceramente, siendo la única persona que en ocasiones logra contener sus excesos. 
En la película Calígula (Tinto Brass, Bob Guccione y Giancarlo Lui, 1979), el papel es interpretado por Helen Mirren.
En el cortometraje de 2005, Trailer for a Remake of Gore Vidal's Caligula, dirigido por el artista conceptual Francesco Vezzoli, su papel es interpretado por Barbara Bouchet.